# 종5위
종5위(従五位)는 일본의 위계와 신계의 지위 중 하나이다. 정5위 아래, 종6위 윗 단계에 위치한다. 추존의 경우 증종5위라고 한다. 근대 이전의 일본의 위계 제도는 종5위 아래 이상의 위계를 가진 자가 귀족이었다. 또한 화족의 적통이 종5위로 서임되었기 때문에, 화족의 적남을 일컫는 다른 칭호로도 사용되었다.

## 개요

### 에도 시대 이전
율령제 하에서 5위는 경관(京官) 즉 팔성의 사등관 중 판관에 해당하며, 지방관은 국사와 진수부 장군에 해당하는 지위였다. 또한 정5위하 이상의 위계에 있는 사람을 ‘통귀’(通貴), 종3위 이상의 사람을 ‘귀’(貴)라고 일컫었기 때문에 5위 이상이 이른바 귀족의 위계가 되었다. 또한 이 종5위 아래의 별칭을 영작(栄爵)과 별칭, 또 그 위계에 있는 사람을 대부라고 불렀다.
중국에서는 진나라의 시황제가 일본의 종5위의 지위에 해당하는 ‘송’(松)으로 대부의 지위를 내리면서, 대부에 해당하는 종5위를 송(松)의 지위, ‘송작’(松爵)이라는 별칭을 가지게 되었다. 이러한 점에서 종5위하에 서임되는 것을 서작(叙爵)이라고 했다. 정5위하 이상의 위계에 있는 것이 평안 귀족(が平安貴族)으로서의 자격이었다고 할 수 있다. 5위로 있으면서 좌우위문부(左右衛門府)의 대위 등 6위 이하의 관직에 머물 자, 좌(우) 위문 대부라고 칭하는 등의 지위가 있는 자는 특별한 의미를 가졌다.
이 종5위하(従五位下)에 있던 주요 사람들은 대대로 국사(国司)를 맡은 후지와라씨의 방계와 다치바나 씨(橘氏), 다카시나씨(高階氏), 기요하라씨(清原氏), 오에씨(大江氏) 등의 일문과 세이와 겐지(清和源氏), 간무 헤이시(桓武平氏) 등의 군사 귀족에 이르기까지 중급 귀족층의 대부분이 이 위계에 서임되었다.
가마쿠라 시대 초기까지 교토의 중급, 하급 귀족과 가마쿠라 막부에서 교토로 내려가는 관리 또는 겐지 가문 유력한 명문 고케닌 등이 이 위계에 있었다. 무로마치 시대에는 아시카가 막부와 슈고가 첫 서임을 받는 지위였으며, 유력한 슈고 다이나 힘 있는 국인 영주  등이 이 위계에 있었다.

### 에도 시대 이후
에도 시대 이후는 가몬 다이묘 중 방계에서 지행이 적은 가문, 후다이 다이묘, 10만석에 못 미치는 도자마 다이묘, 또는 다이신(大身)의 하타모토는 모두 종5위하에 서임을 받아 주로 다이묘, 유력한 하타모토, 또는 고산케와 고산쿄 그리고 가몬 다이묘 중 필두인 후쿠이번의 가로와 가가번의 가로 혼다 씨, 조슈번의 분가 깃카와씨가 이와쿠니번에 입번하였을 때 봉해졌다. 특히 가가 번의 혼다 씨는 위계만의 산위여서, ‘종5위사마’(従五位様)와 ‘종5위도노’(従五位殿)와 같은 기타 명칭으로 불렸다.

### 메이지 이후
메이지 시대 이후 화족의 적통 남자는 자동으로 종5위로 서임되었기 때문에 화족의 적남을 칭하는 다른 이름으로 ‘종5위’라고 불렀다. 중령의 계급에 있는 사람도 이 정도로 서임되었다.
메이지 이후 다이쇼 시대에 걸쳐 에도 막부 말기의 지사 중 공이 있는 사람이나, 에도 시대 이전부터 무위무관이지만 어떤 분야에서 뛰어난 실적을 쌓은 자가 추존된 예도 있었다. 에도 시대 중기의 일본 재래의 수학자 가문 아지마 나오노부 등이 그 예이다.
지금은 사망자에 대한 영전으로 부여되고 있고, 도도부현 의회의 의장 경험자, 학교장과 경찰서장, 소방서장, 소방 단장 기업의 사장으로 공을 이룬 사람에게 서임하고 있다.

## 같이 보기
- 관위
- 추증
- 대부